# José Bonaparte
José Bonaparte (nacido Joseph Nabulion Bonaparte; Corte, 7 de enero de 1768-Florencia, 28 de julio de 1844) fue un político, diplomático y abogado francés, hermano mayor de Napoleón Bonaparte, que fue rey de España desde 1808 hasta la firma del Tratado de Valençay en 1813. Los fernandinos, defensores de los derechos de Fernando VII durante la guerra de la Independencia española, le llamaron despectivamente Pepe Botella, como burla por su supuesto alcoholismo, apodo con el que sigue siendo conocido popularmente en ese país.
Diputado por Córcega en el Consejo de los Quinientos (1797-1799) y secretario del mismo, y nuevamente en el Cuerpo Legislativo (1799-1800), ministro plenipotenciario y miembro del Consejo de Estado (1800-1804), príncipe y gran elector del Primer Imperio francés (1804-1806), fue rey de Nápoles entre el 30 de marzo de 1806, y el 5 de junio de 1808 con el nombre regnal de José (en italiano: Giuseppe), y de España entre el 6 de junio de 1808 y el 11 de diciembre de 1813, con el de José I o José Napoleón I, como rey constitucional bajo el Estatuto de Bayona.
En España, su proclamación como monarca en junio de 1808 se debió a la designación por parte de su hermano, el emperador Napoleón, que, a su vez, el mes anterior, había obtenido la cesión de los derechos de la Corona española de Carlos IV, el día anterior de ser devuelta por Fernando VII a su padre en Bayona. Sin embargo, las abdicaciones de Bayona no fueron reconocidas por las Juntas que se formaron tras el levantamiento popular del Dos de Mayo, que dio inicio a la que sería conocida como la guerra de la Independencia. Se formó la Junta Suprema Central que convocó unas Cortes generales y extraordinarias del Reino, que se reunieron en Cádiz ante el avance del ejército francés. Así España quedó dividida en la «España patriota», que defendió los derechos de Fernando VII como rey constitucional y que se rigió por la Constitución de 1812 que aprobaron las Cortes de Cádiz, y la «España josefina» bajo la autoridad de José I y que se regía por el Estatuto de Bayona en el suelo bajo el control militar del Ejército imperial. La mayor parte de sus acciones fueron derogadas durante el reinado de Fernando VII de España, aunque otras perduraron, como las mejoras de urbanismo en varias ciudades.
José Bonaparte fundó la Gran Logia Nacional de España y fue gran maestro del Gran Oriente de Francia. Fue distinguido con la Gran Águila de la Legión de Honor.

## Biografía

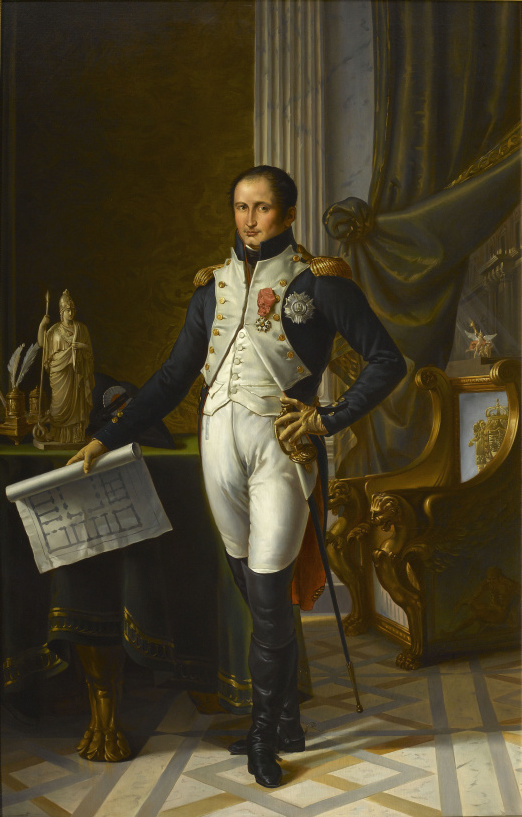
Retrato de José Bonaparte por Jean Baptiste Joseph Wicar.

José Bonaparte nació en Corte, en la isla de Córcega el 7 de enero de 1768, siendo bautizado con el nombre de Giuseppe Napoleone Buonaparte. Era hijo de Carlo Buonaparte y María Letizia Ramolino y hermano mayor del futuro emperador Napoleón Bonaparte. Estudió leyes en Pisa (Italia). El 1 de agosto de 1794 se casó en Cuges-les-Pins (Bocas del Ródano) con Marie Julie Clary, hija de un comerciante de Marsella, con la que tendría tres hijas: Julia Josefina Bonaparte (1796), que no sobrevivió, Zenaida Leticia Julia (1801-1854) y Carlota Napoleona (1802-1839).
En 1796 tomó parte en la campaña de Napoleón en Italia. Al año siguiente, durante la Primera República francesa, actuó como diplomático, primero en la corte de Parma y después en Roma. Fue miembro del Consejo de los Quinientos, el órgano legislativo inferior en la época del Directorio, en 1798. Durante las guerras napoleónicas actuó como enviado de su hermano y firmó tratados con Estados Unidos, Austria, Gran Bretaña y la Santa Sede. Desde 1806 a 1808 gobernó el Reino de Nápoles por nombramiento de su hermano.

### Rey de España (1808-1813)
Tras las abdicaciones de Bayona el 5 de mayo de 1808, los derechos sobre la Corona Española recayeron sobre el emperador, quien el 6 de junio publicó el decreto de nombramiento de su hermano mayor como rey de España. No obstante, el reinado efectivo de José I, premier et dernier ("primero y último") como le llamó en sus Mémoires el general Thiébault, comenzó el 7 de julio de 1808 después de jurar la nueva Constitución y de recibir, acto seguido, el juramento de fidelidad de los componentes de la junta española de Bayona.

#### Reinado

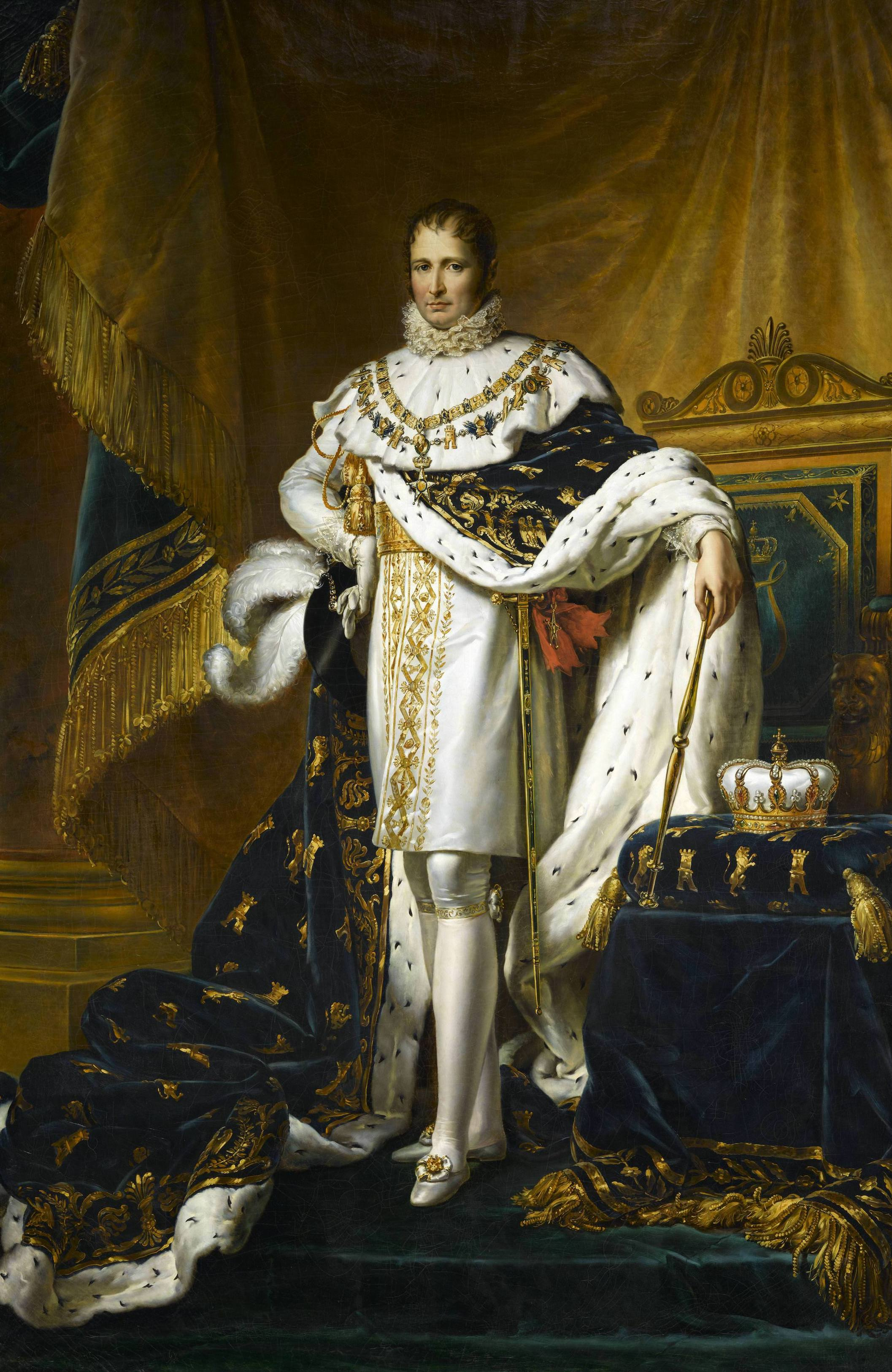
José Bonaparte como Rey de España, por François Gérard (c. 1808). Óleo sobre lienzo, 203 × 125 cm.

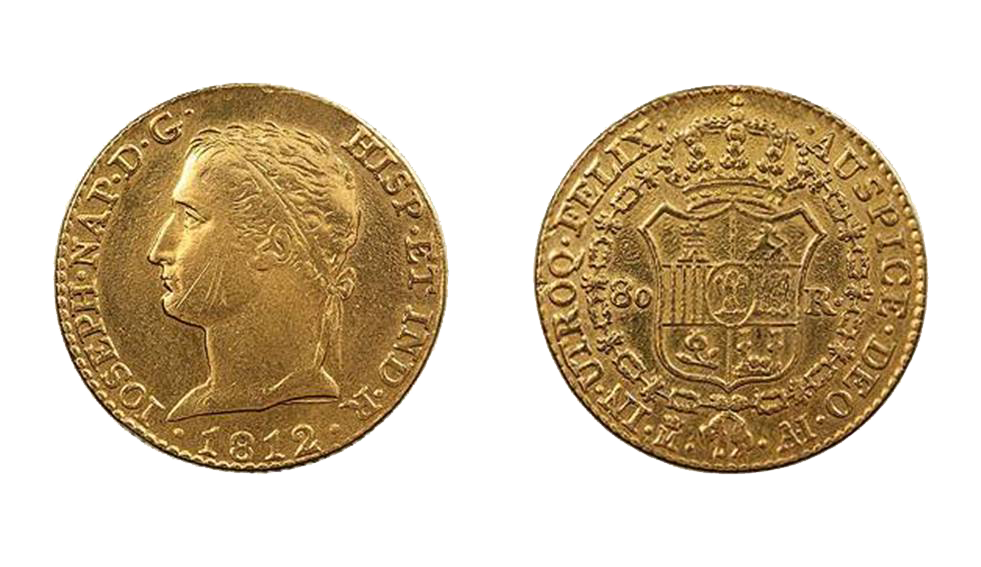
Moneda de 80 reales de oro acuñada en 1812 durante el reinado de José Bonaparte.

Su llegada a Madrid, el 20 de julio, ocurrió en plena Guerra de la Independencia, tras la sublevación popular del 2 de mayo contra las tropas napoleónicas en Madrid, que fue seguida de revueltas en el resto del país. Fue proclamado rey en Madrid el 25 de julio. Pero tuvo que huir ante la derrota de las tropas francesas en la batalla de Bailén, primero a Burgos, luego a Miranda de Ebro y por último a Vitoria, donde llega el 22 de septiembre, ahí fija su cuartel general y desde ese mismo lugar dirige varias proclamas al pueblo español. Finalmente, la intervención del propio emperador Bonaparte, junto con el grueso de su ejército, consiguió que pudiese establecer su gobierno en la capital.
Promulgó el Estatuto de Bayona en un intento de ganarse el apoyo de los ilustrados españoles, los llamados afrancesados, sin lograr hacer triunfar el programa reformista de su gobierno. El hecho de que fuese impuesto por el invasor, así como sus medidas liberales e ilustradas, toparon con la hostilidad popular y le enajenaron el apoyo del pueblo español, incluso de muchos de los propios ilustrados. En 1808 creó el Ministerio de Policía, antecedente histórico del actual Ministerio del Interior de España. También publicó (diciembre de 1809) la creación de un Museo de Pinturas, al que la historiografía posterior ha denominado Museo Josefino. Su pretensión era equiparar Madrid a otras capitales europeas que ya contaban con museos reales abiertos al público. Por otro lado, con dicha institución pretendía retener las obras de arte que su hermano Napoleón y ciertos militares franceses estaban llevándose a Francia. El museo como tal no llegó a fundarse; fue su sucesor en el trono español, Fernando VII de España, quien abordó su creación y lo inauguró en 1819, como Museo del Prado. Durante su reinado se le conoció con el apodo de Pepe Botella, en referencia a un supuesto alcoholismo, que parece seguro que no era cierto. El pueblo de Madrid también le apodó El rey plazuelas, puesto que abrió muchas plazas en la capital, principalmente derribando iglesias y conventos. La más importante fue la plaza de Oriente, delante del Palacio Real.

Monograma Real de José I de España.

Tras la derrota en la batalla de los Arapiles, el 22 de julio de 1812, abandonó Madrid para ir hacia Francia; a su paso por Vitoria, fue alcanzado por las tropas del duque de Wellington que derrotaron a su ejército. Salió de España definitivamente el 13 de junio de 1813 sin su valioso "equipaje", que consistía en las joyas de la Corona española y obras de arte,[cita requerida] para refugiarse en Francia, donde permaneció hasta el Tratado de Fontainebleau (1814) y la primera abdicación de Napoleón Bonaparte.

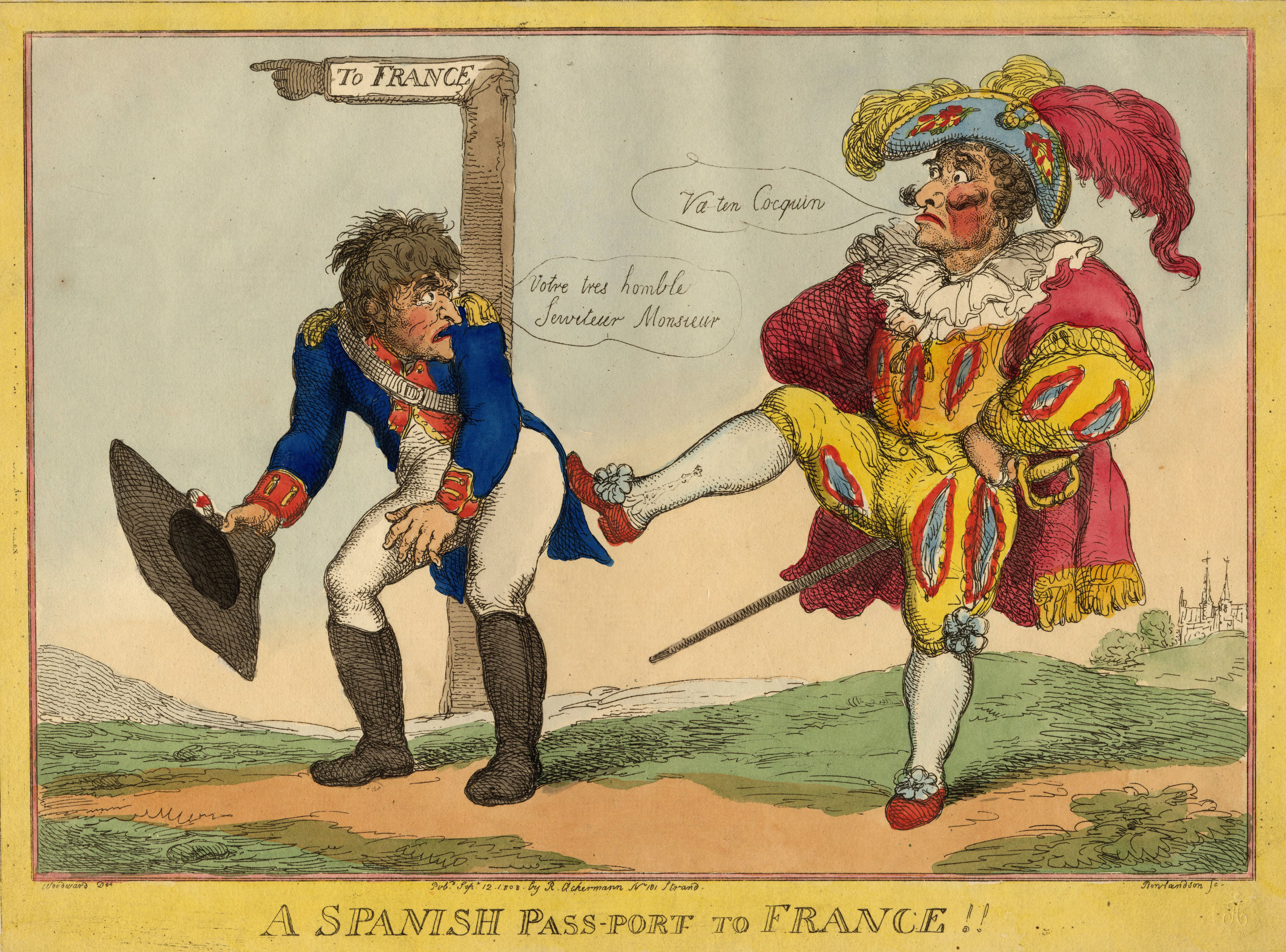
Caricatura inglesa mostrando a un estereotipado gobernante español expulsando de una patada a José Bonaparte de vuelta a Francia.

Los restos en España de su reinado son escasos, es destacable el único escudo de piedra de su escudo que se conserva en el mundo, situado en la iglesia de San Benito de Valladolid, edificio que fue ocupado por la soldadesca napoleónica.
La firma del Tratado de Valençay el 11 de diciembre de 1813 en el que Napoleón reconocía a Fernando VII como rey de España puso fin formalmente a su reinado. De hecho durante las negociaciones del mismo Napoleón ignoró los derechos al trono español de su hermano José I que, aunque hacía cinco meses que había cruzado la frontera franco-española, seguía siendo el rey de España de acuerdo con la legalidad imperial. Sobre esta cuestión los dos hermanos discutieron agriamente. El 29 de diciembre, veinte días después de la firma del Tratado, José I volvió a protestar ante el emperador y este le contestó de forma tajante: «Ya no sois rey de España» (“Vous n’êtes plus roi d’Espagne”). Y añadió: «No quiero España para mí, ni quiero disponer de ella; pero ya no quiero entrometerme en los asuntos de este país excepto para vivir allí en paz y tener disponible mi ejército» (“Je ne veux pas l’Espagne pour moi, ni je n’en veux pas disposer; mais je ne veux plus me mêler dans les affaires de ce pays que pour y vivre en paix et rendre mon armée disponible”).

#### Vida privada

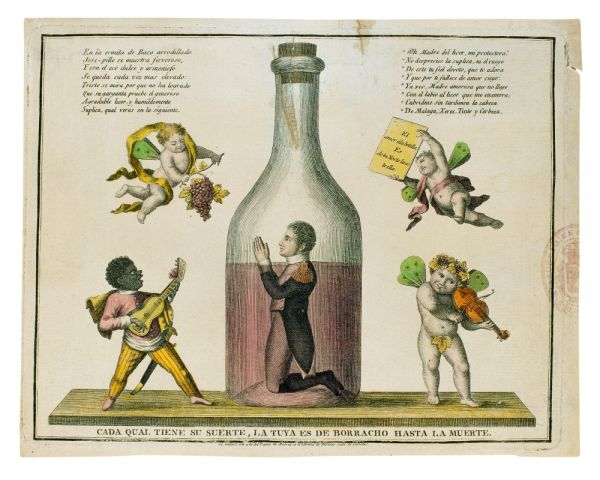
Caricatura alusiva al apodo de Pepe Botella. Abajo se puede apreciar: «Cada qual tiene su suerte, la tuya es de borracho hasta la muerte».

Durante su primera huida de la capital vuelve a encontrarse en Vitoria con María del Pilar Acedo y Sarriá, condesa del Vado y de Echauz, esposa del marqués de Montehermoso, Ortuño Aguirre del Corral, un noble afrancesado que formó parte de los diputados que aprobaron la Constitución de Bayona. José hace al marqués grande de España, gentilhombre de cámara y le otorga la Real Orden de España. Además, le adquiere por 300 000 reales el palacio de Montehermoso en Vitoria, que convierte en su momentáneo palacio real. Ambos le acompañan en su viaje a París en 1811 para el bautizo de Napoleón II de Francia, pero Ortuño fallece en la capital francesa. María del Pilar permanecerá a su lado hasta su huida a Francia, donde perdido el trono, perdido el interés.
Además, mantuvo relaciones con la condesa de Jaruco, un romance que le costó cinco millones de reales. María Teresa Montalvo y O'Farril se había casado muy joven con el entonces hombre más rico de Cuba, aunque su marido se arruinó en la corte de Carlos IV de España. Su tío materno era ministro de la Guerra de José I. Al fallecer joven, se encapricha de su hija María de las Mercedes, esposa del capitán general de su guardia, Christophe-Antoine Merlin. José I lo nombra conde de Merlin en 1810, y lo mantiene constantemente en misiones fuera de Madrid. Referente a ello corría la copla popular:

La señora condesa
tiene un tintero
donde moja la pluma
José primero.

La cantante italiana de ópera Fineschi, la francesa Nancy Derjeux (cuyo marido hizo pingües negocios de suministros a las tropas francesas en España) y la baronesa Burke, esposa del embajador de Dinamarca, completan la conquistas amorosas de José.

### Exilio en suiza 1814-1815
Tras la abdicación del emperador José y su hermano Jérôme intentan convencer a la emperatriz para que se retire al sur del Loira. Ante la negativa de esta, intentan convencerla que de que se acerquen a las líneas austriacas para ponerse bajo la protección de su padre Francisco I de Austria. Pide permiso a Talleyrand para retirarse a su propiedad del castillo de  Mortefontaine, pero es rechazada. El 18 de abril toma camino a hacia Suiza, acompañado únicamente por su ayudante de campo Espert, su secretario y su médico. Allí tras intentar comprar el castillo de Allaman, finalmente adquiere el castillo de Prangins cerca del lago Lemán, su esposa y su hija se unen a él en septiembre.
Durante su estancia renueva el castillo, trae obras desde Mortefontaine. Pronto Talleyrand sospecha de él y envían espías para descubrir si mantiene correspondencia con Napoleón en Elba. 
Cuando Napoleón arriba al Gofo de Juan se encargará de imprimir y repartir sus proclamas por el este de Francia. El 20 de marzo bajo presión de austriacos y rusos el coronel Girad y el juez de paz de Cazenove, se presentan en el castillo para arrestarlo, pero este había huido la noche anterior.

### Periodo de los Cien días y partida a América
Durante el periodo de los Cien días (13 de marzo de 1815 a 8 de julio de 1815), tras el retorno de Napoleón de la isla de Elba, José Bonaparte formará parte de la Cámara de los Pares y es restituido como Gran Elector. Cuando el emperador marcha hacia Bélgica es nombrado presidente del consejo de Ministros.
Tras la caída de Napoleón en Waterloo, José considera la opción de huir a América. Primero se esconde por un tiempo en una casa de Mathes, luego llega al puerto de Royan y se embarca en el bergantín Le Commerce la noche del 24 o  25 de julio, en compañía de su ayudante de campo español Unzaga, su cocinero François Parrot, su secretario Louis Maillard y un joven intérprete. Después de veintiséis días de viaje, el barco arribó al puerto de Brooklyn el 20 de agosto.

### Exilio a Estados Unidos (1815-1844)

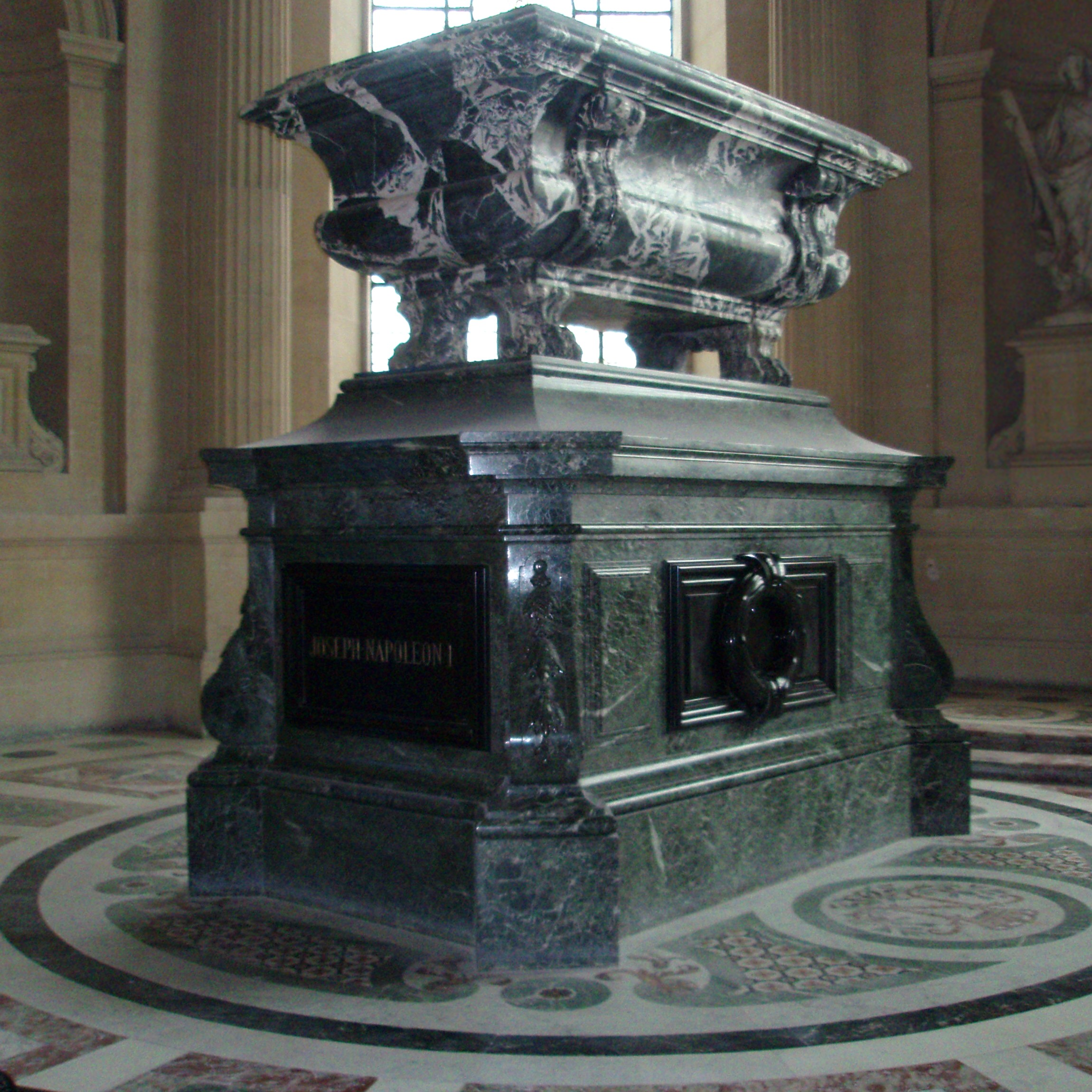
Tumba de José I Bonaparte en Los Inválidos.

Acompañado de su edecán español  Mariano Unzaga Saint  Maxent se trasladó a los Estados Unidos, donde, gracias a la venta de las joyas de la Corona española, se construyó una mansión en la propiedad denominada Point Breeze, situada en Bordentown (Nueva Jersey)  lujosamente amueblada y con una impresionante colección de libros raros y obras de arte; la rodeó además de un gran parque con un estanque artificial. Allí trató con personalidades como el senador y jurista Joseph Hopkinson, que vivía también en Bordentown y representaba en el Congreso a Pensilvania; el banquero Nicholas Biddle cuya propiedad, Andalusia, estaba justo al otro lado del río Delaware; la escritora Frances Wright, el banquero y filántropo de origen francés Stephen Girard, durante algún tiempo la mayor fortuna estadounidense; el presidente John Quincy Adams y su Secretario de Estado Henry Clay; el político Daniel Webster o el marqués de La Fayette.

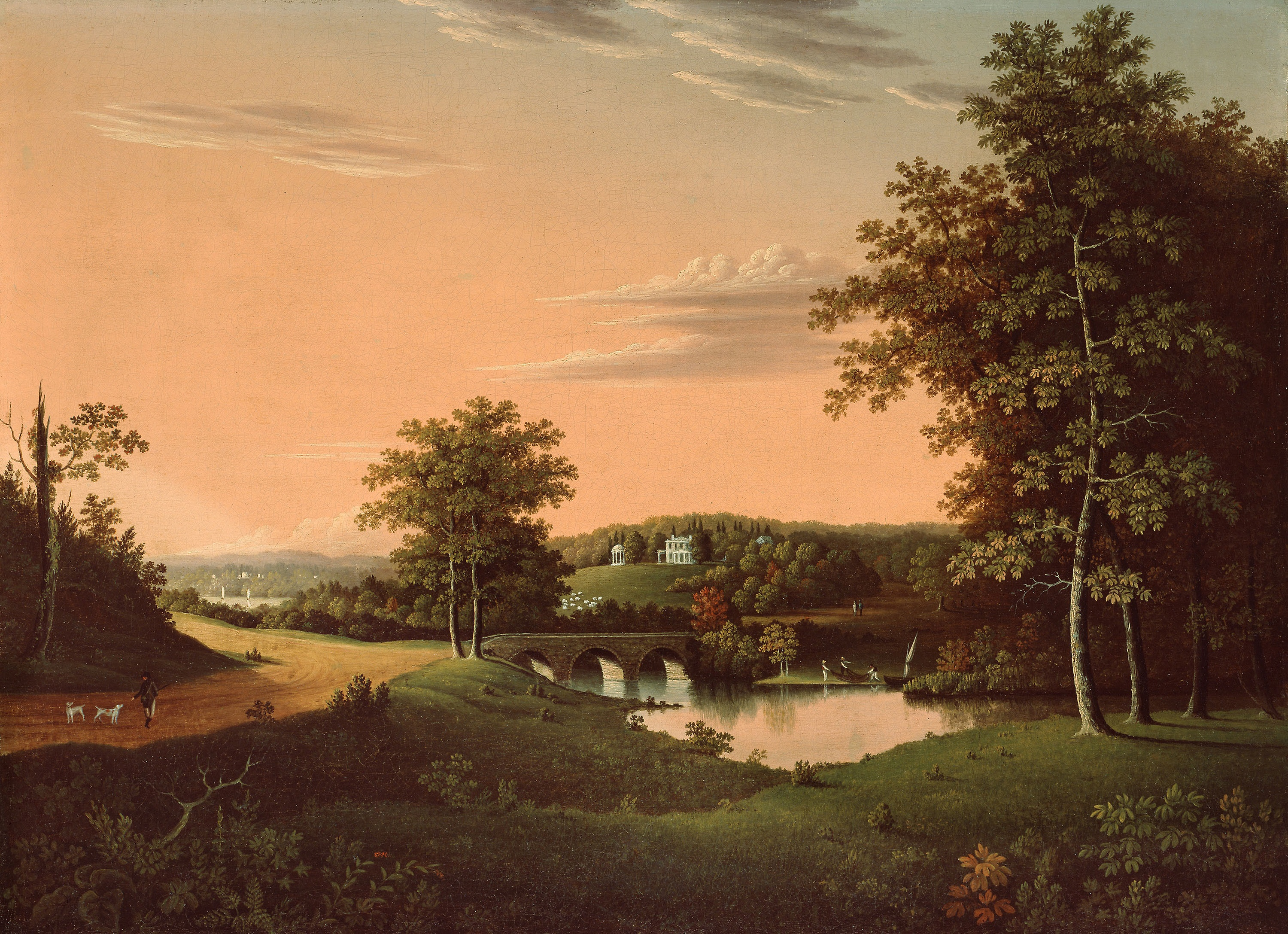
La residencia de José Bonaparte en Bordentown, atribuido a Chales Lawrence 1813-1837
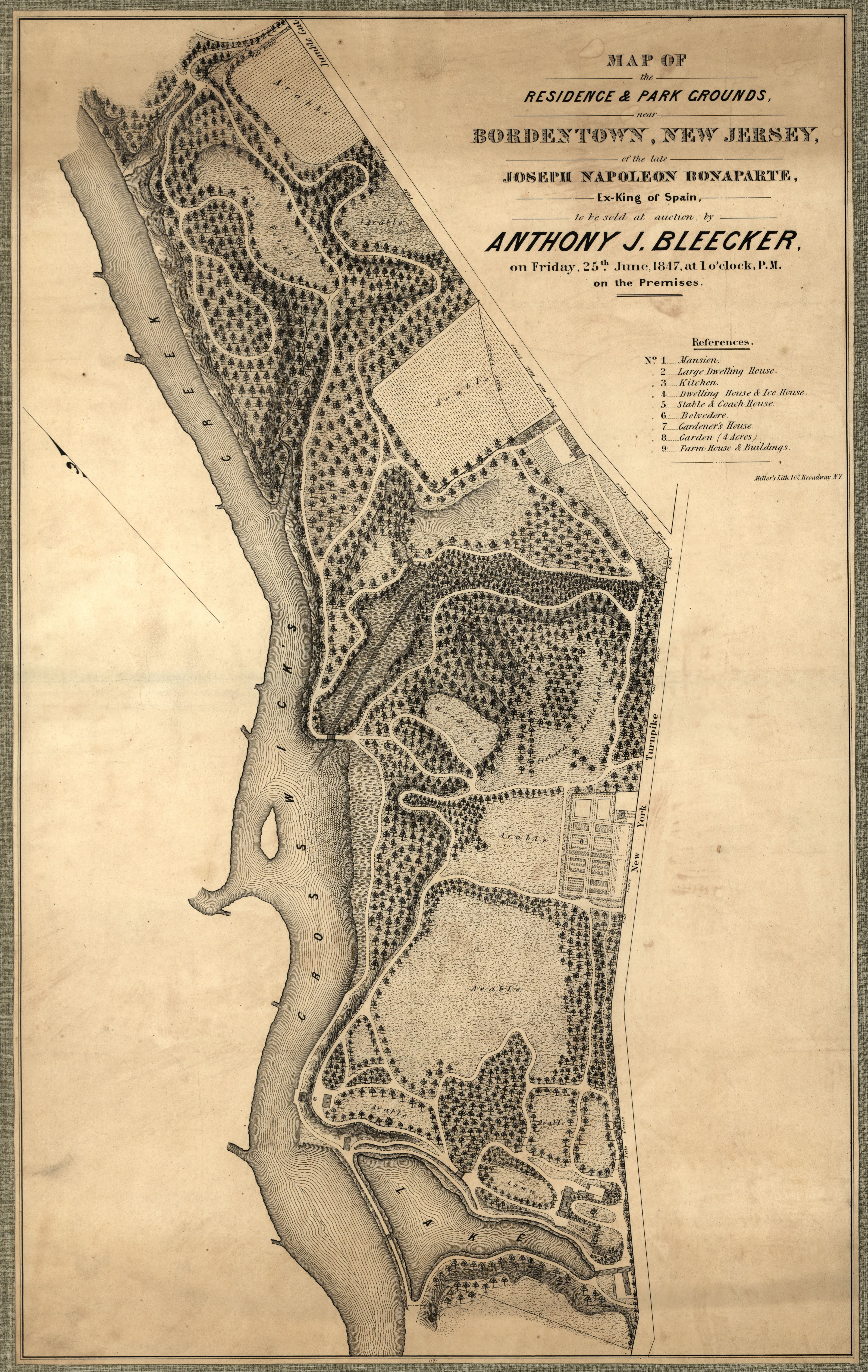
Mapa de la residencia y jardines, cerca de Bordertown, Nueva Jersey, pertenecientes al finado José Napoleón Bonaparte, ex-rey de España 1847
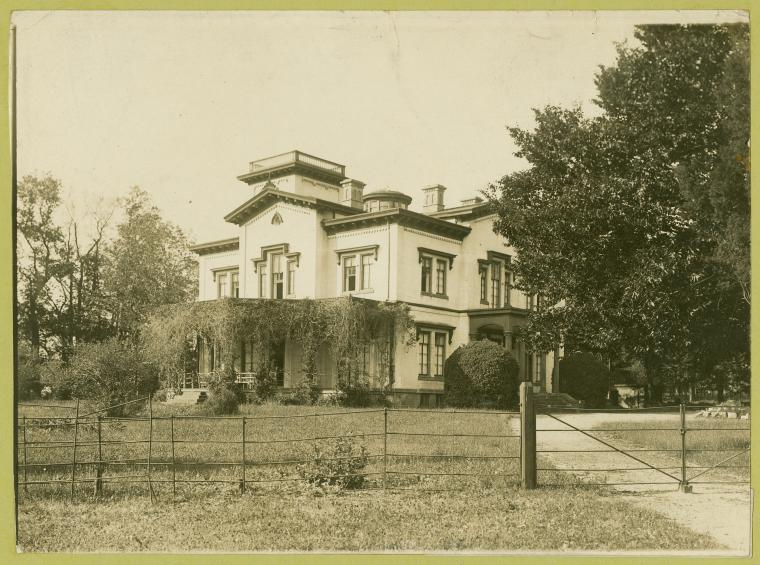
Mansión en la finca Bonaparte construida por Hamilton Beckett cónsul británico en Filadelfia antes de 1923
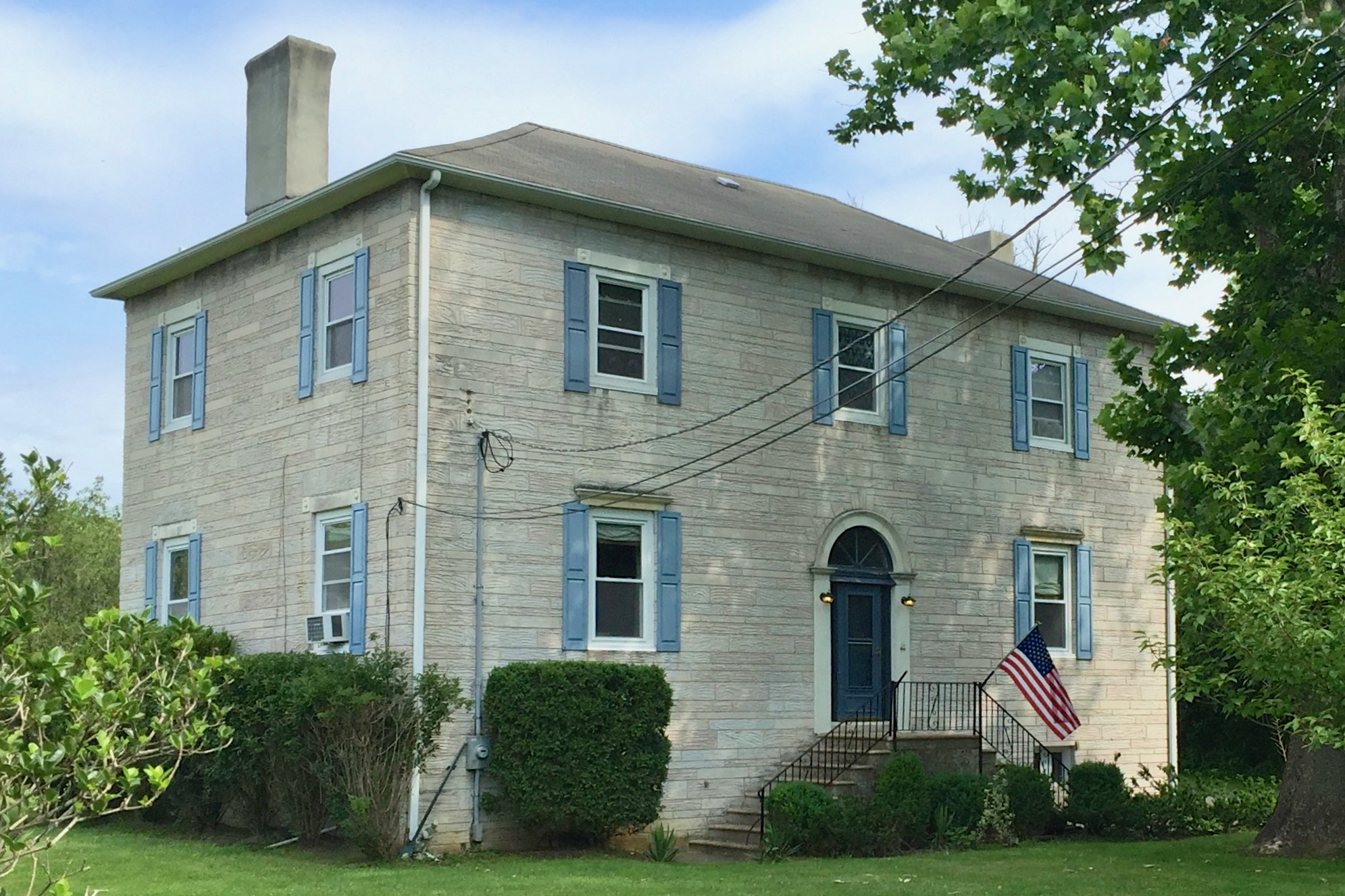
Casa de los jardineros
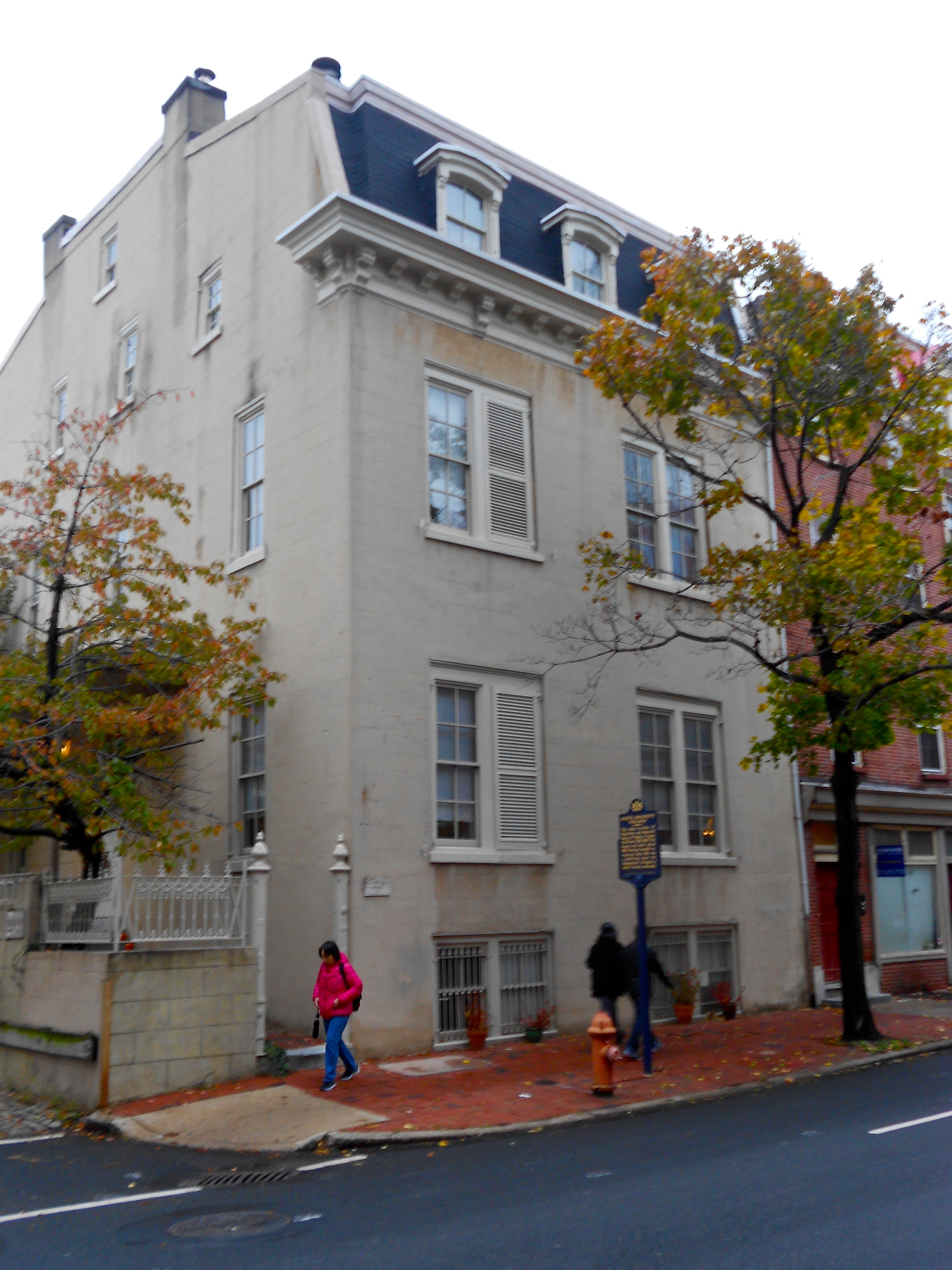
Estado actual de parte de la casa que perteneció al Rey José I
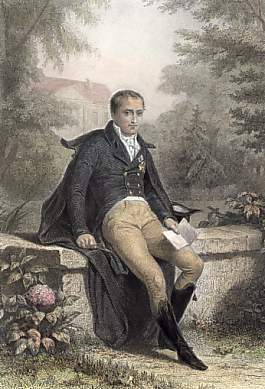
José Bonaparte durante su exilio

En 1828 funda con su amigo Félix Lacoste el Courrier des États-Unis, que se convertiría en el periódico más importante publicado en francés en el continente americano.
En Estados Unidos, Bonaparte residió sin la compañía de su mujer, que cuidaba de sus hijas en Europa, pero con una amante estadounidense, con el título de conde de Survilliers, entregado a obras de beneficencia y a proteger a los bonapartistas emigrados por medio de la masonería hasta 1841, cuando recibió autorización para instalarse en Florencia, capital del Gran Ducado de Toscana. Murió en esa ciudad en 1844 pero fue enterrado en París tras reclamar Napoleón III que se le sepultara a la derecha de su hermano Napoleón en Los Inválidos de París.

### Fin de su vida en Europa 1840-1844
El 14 de junio de 1862, el cuerpo de José Bonaparte fue trasladado a Los Inválidos donde fue recibido por el ministro Alexandre Walewski y el mariscal d'Ornano, gobernador de Los Inválidos. Su antiguo secretario, Louis Maillard, fue el encargado de organizar la ceremonia, a la que no asistió el emperador Napoleón III. Su ataúd fue colocado temporalmente en la bóveda de los gobernadores, antes de ser colocado en la capilla de San Agustín el 22 de marzo de 1864. La creación de su monumento funerario fue confiada a Alphonse-Nicolas Crépinet

## Distinciones honoríficas
- Soberano Gran Maestre de la Insigne Orden del Toisón de Oro (Reino de España, 6 de junio de 1808).
- Soberano Gran Maestre (y fundador) de la Real Orden de España (Reino de España, 20 de octubre de 1808).
- Soberano Gran Maestre de la Real Orden de las Dos Sicilias (Reino de Nápoles, 24 de febrero de 1808).
- Caballero Gran Dignatario de la Orden de la Corona de Hierro (Primer Imperio Francés).
- Caballero Gran Águila de la Orden de la Legión de Honor (Primer Imperio Francés).
- Laureado en Jurisprudencia por la Universidad de Pisa.
- Caballero de la Orden de los Serafines (1810)[28] (Reino de Suecia).

## Ancestros
| \| \| \| \| \| \| \| \| \| \| \| \| \| \| \| \| \| \| \| \| 16. Giuseppe Maria Buonaparte \| \| \| \| \| \| \| \| \| \| \| \| \| \| \| \| \| \| \| \| \| \| \| \| \| \| \| \| \| \| \| \| \| \| \| \| \| \| \| \| \| \| \| \| \| \| \| \| \| \| \| \| \| \| 8. Sebastiano Nicola Buonaparte \| \| \| \| \| \| \| \| \| \| \| \| \| \| \| \| \| \| \| \| \| \| \| \| \| \| \| \| \| \| \| \| \| \| \| \| \| \| \| \| \| \| \| \| \| \| \| \| \| \| \| \| \| \| 17. Maria Colonna \| \| \| \| \| \| \| \| \| \| \| \| \| \| \| \| \| \| \| \| \| \| \| \| \| \| \| \| \| \| \| \| \| \| \| \| \| \| \| \| \| \| \| \| \| \| \| \| \| \| \| \| \| \| 4. Giuseppe Maria Buonaparte \| \| \| \| \| \| \| \| \| \| \| \| \| \| \| \| \| \| \| \| \| \| \| \| \| \| \| \| \| \| \| \| \| \| \| \| \| \| \| \| \| \| \| \| \| \| \| \| \| \| \| \| \| \| 18. Carlo Tusoli \| \| \| \| \| \| \| \| \| \| \| \| \| \| \| \| \| \| \| \| \| \| \| \| \| \| \| \| \| \| \| \| \| \| \| \| \| \| \| \| \| \| \| \| \| \| \| \| \| \| \| \| \| \| 9. Maria Anna Tusoli \| \| \| \| \| \| \| \| \| \| \| \| \| \| \| \| \| \| \| \| \| \| \| \| \| \| \| \| \| \| \| \| \| \| \| \| \| \| \| \| \| \| \| \| \| \| \| \| \| \| \| \| \| \| 19. Isabella N. \| \| \| \| \| \| \| \| \| \| \| \| \| \| \| \| \| \| \| \| \| \| \| \| \| \| \| \| \| \| \| \| \| \| \| \| \| \| \| \| \| \| \| \| \| \| \| \| \| \| \| \| \| \| 2. Carlo Maria Buonaparte \| \| \| \| \| \| \| \| \| \| \| \| \| \| \| \| \| \| \| \| \| \| \| \| \| \| \| \| \| \| \| \| \| \| \| \| \| \| \| \| \| \| \| \| \| \| \| \| \| \| \| \| \| \| 20. Francesco Maria Paravicini \| \| \| \| \| \| \| \| \| \| \| \| \| \| \| \| \| \| \| \| \| \| \| \| \| \| \| \| \| \| \| \| \| \| \| \| \| \| \| \| \| \| \| \| \| \| \| \| \| \| \| \| \| \| 10. Giuseppe Maria Paravicini \| \| \| \| \| \| \| \| \| \| \| \| \| \| \| \| \| \| \| \| \| \| \| \| \| \| \| \| \| \| \| \| \| \| \| \| \| \| \| \| \| \| \| \| \| \| \| \| \| \| \| \| \| \| 5. Maria Saveria Paravicini \| \| \| \| \| \| \| \| \| \| \| \| \| \| \| \| \| \| \| \| \| \| \| \| \| \| \| \| \| \| \| \| \| \| \| \| \| \| \| \| \| \| \| \| \| \| \| \| \| \| \| \| \| \| 22. Angelo Agostino Salineri \| \| \| \| \| \| \| \| \| \| \| \| \| \| \| \| \| \| \| \| \| \| \| \| \| \| \| \| \| \| \| \| \| \| \| \| \| \| \| \| \| \| \| \| \| \| \| \| \| \| \| \| \| \| 11. Maria Angela Salineri \| \| \| \| \| \| \| \| \| \| \| \| \| \| \| \| \| \| \| \| \| \| \| \| \| \| \| \| \| \| \| \| \| \| \| \| \| \| \| \| \| \| \| \| \| \| \| \| \| \| \| \| \| \| 23. Franchetta Merezano \| \| \| \| \| \| \| \| \| \| \| \| \| \| \| \| \| \| \| \| \| \| \| \| \| \| \| \| \| \| \| \| \| \| \| \| \| \| \| \| \| \| \| \| \| \| \| \| \| \| \| \| \| \| 1. José I Bonaparte, Rey de España \| \| \| \| \| \| \| \| \| \| \| \| \| \| \| \| \| \| \| \| \| \| \| \| \| \| \| \| \| \| \| \| \| \| \| \| \| \| \| \| \| \| \| \| \| \| \| \| \| \| \| \| \| \| 24. Giovanni Geronimo Ramolino \| \| \| \| \| \| \| \| \| \| \| \| \| \| \| \| \| \| \| \| \| \| \| \| \| \| \| \| \| \| \| \| \| \| \| \| \| \| \| \| \| \| \| \| \| \| \| \| \| \| \| \| \| \| 12. Giovanni Agostino Ramolino \| \| \| \| \| \| \| \| \| \| \| \| \| \| \| \| \| \| \| \| \| \| \| \| \| \| \| \| \| \| \| \| \| \| \| \| \| \| \| \| \| \| \| \| \| \| \| \| \| \| \| \| \| \| 25. Maria Letizia Boggiona \| \| \| \| \| \| \| \| \| \| \| \| \| \| \| \| \| \| \| \| \| \| \| \| \| \| \| \| \| \| \| \| \| \| \| \| \| \| \| \| \| \| \| \| \| \| \| \| \| \| \| \| \| \| 6. Giovanni Geronimo Ramolino \| \| \| \| \| \| \| \| \| \| \| \| \| \| \| \| \| \| \| \| \| \| \| \| \| \| \| \| \| \| \| \| \| \| \| \| \| \| \| \| \| \| \| \| \| \| \| \| \| \| \| \| \| \| 26. Andrea Peri \| \| \| \| \| \| \| \| \| \| \| \| \| \| \| \| \| \| \| \| \| \| \| \| \| \| \| \| \| \| \| \| \| \| \| \| \| \| \| \| \| \| \| \| \| \| \| \| \| \| \| \| \| \| 13. Angela Maria Peri \| \| \| \| \| \| \| \| \| \| \| \| \| \| \| \| \| \| \| \| \| \| \| \| \| \| \| \| \| \| \| \| \| \| \| \| \| \| \| \| \| \| \| \| \| \| \| \| \| \| \| \| \| \| 27. Maria Maddalena Colonna \| \| \| \| \| \| \| \| \| \| \| \| \| \| \| \| \| \| \| \| \| \| \| \| \| \| \| \| \| \| \| \| \| \| \| \| \| \| \| \| \| \| \| \| \| \| \| \| \| \| \| \| \| \| 3. Maria Letizia Ramolino \| \| \| \| \| \| \| \| \| \| \| \| \| \| \| \| \| \| \| \| \| \| \| \| \| \| \| \| \| \| \| \| \| \| \| \| \| \| \| \| \| \| \| \| \| \| \| \| \| \| \| \| \| \| 28. Giovanni Antonio Pietrasanta \| \| \| \| \| \| \| \| \| \| \| \| \| \| \| \| \| \| \| \| \| \| \| \| \| \| \| \| \| \| \| \| \| \| \| \| \| \| \| \| \| \| \| \| \| \| \| \| \| \| \| \| \| \| 14. Giuseppe Maria Pietrasanta \| \| \| \| \| \| \| \| \| \| \| \| \| \| \| \| \| \| \| \| \| \| \| \| \| \| \| \| \| \| \| \| \| \| \| \| \| \| \| \| \| \| \| \| \| \| \| \| \| \| \| \| \| \| 29. Paola Brigida Sorba \| \| \| \| \| \| \| \| \| \| \| \| \| \| \| \| \| \| \| \| \| \| \| \| \| \| \| \| \| \| \| \| \| \| \| \| \| \| \| \| \| \| \| \| \| \| \| \| \| \| \| \| \| \| 7. Angela Maria Pietrasanta \| \| \| \| \| \| \| \| \| \| \| \| \| \| \| \| \| \| \| \| \| \| \| \| \| \| \| \| \| \| \| \| \| \| \| \| \| \| \| \| \| \| \| \| \| \| \| \| \| \| \| \| \| \| 30. Ignazio Malerba \| \| \| \| \| \| \| \| \| \| \| \| \| \| \| \| \| \| \| \| \| \| \| \| \| \| \| \| \| \| \| \| \| \| \| \| \| \| \| \| \| \| \| \| \| \| \| \| \| \| \| \| \| \| 15. Maria Giuseppa Malerba \| \| \| \| \| \| \| \| \| \| \| \| \| \| \| \| \| \| \| \| \| \| \| \| \| \| \| \| \| \| \| \| \| \| \| \| \| \| \| \| \| \| \| \| \| \| \| \| \| \| \| \| |                                    |  |  |  |  |  |  |  |  |  |  |  |  |  |  |  |
| |                                    |  |  |  |  |  |  |  |  |  |  |  |  |  |  |  |
| | 16. Giuseppe Maria Buonaparte      |  |  |  |  |  |  |  |  |  |  |  |  |  |  |  |
| |                                    |  |  |  |  |  |  |  |  |  |  |  |  |  |  |  |
| |                                    |  |  |  |  |  |  |  |  |  |  |  |  |  |  |  |
| | 8. Sebastiano Nicola Buonaparte    |  |  |  |  |  |  |  |  |  |  |  |  |  |  |  |
| |                                    |  |  |  |  |  |  |  |  |  |  |  |  |  |  |  |
| |                                    |  |  |  |  |  |  |  |  |  |  |  |  |  |  |  |
| | 17. Maria Colonna                  |  |  |  |  |  |  |  |  |  |  |  |  |  |  |  |
| |                                    |  |  |  |  |  |  |  |  |  |  |  |  |  |  |  |
| |                                    |  |  |  |  |  |  |  |  |  |  |  |  |  |  |  |
| | 4. Giuseppe Maria Buonaparte       |  |  |  |  |  |  |  |  |  |  |  |  |  |  |  |
| |                                    |  |  |  |  |  |  |  |  |  |  |  |  |  |  |  |
| |                                    |  |  |  |  |  |  |  |  |  |  |  |  |  |  |  |
| | 18. Carlo Tusoli                   |  |  |  |  |  |  |  |  |  |  |  |  |  |  |  |
| |                                    |  |  |  |  |  |  |  |  |  |  |  |  |  |  |  |
| |                                    |  |  |  |  |  |  |  |  |  |  |  |  |  |  |  |
| | 9. Maria Anna Tusoli               |  |  |  |  |  |  |  |  |  |  |  |  |  |  |  |
| |                                    |  |  |  |  |  |  |  |  |  |  |  |  |  |  |  |
| |                                    |  |  |  |  |  |  |  |  |  |  |  |  |  |  |  |
| | 19. Isabella N.                    |  |  |  |  |  |  |  |  |  |  |  |  |  |  |  |
| |                                    |  |  |  |  |  |  |  |  |  |  |  |  |  |  |  |
| |                                    |  |  |  |  |  |  |  |  |  |  |  |  |  |  |  |
| | 2. Carlo Maria Buonaparte          |  |  |  |  |  |  |  |  |  |  |  |  |  |  |  |
| |                                    |  |  |  |  |  |  |  |  |  |  |  |  |  |  |  |
| |                                    |  |  |  |  |  |  |  |  |  |  |  |  |  |  |  |
| | 20. Francesco Maria Paravicini     |  |  |  |  |  |  |  |  |  |  |  |  |  |  |  |
| |                                    |  |  |  |  |  |  |  |  |  |  |  |  |  |  |  |
| |                                    |  |  |  |  |  |  |  |  |  |  |  |  |  |  |  |
| | 10. Giuseppe Maria Paravicini      |  |  |  |  |  |  |  |  |  |  |  |  |  |  |  |
| |                                    |  |  |  |  |  |  |  |  |  |  |  |  |  |  |  |
| |                                    |  |  |  |  |  |  |  |  |  |  |  |  |  |  |  |
| | 5. Maria Saveria Paravicini        |  |  |  |  |  |  |  |  |  |  |  |  |  |  |  |
| |                                    |  |  |  |  |  |  |  |  |  |  |  |  |  |  |  |
| |                                    |  |  |  |  |  |  |  |  |  |  |  |  |  |  |  |
| | 22. Angelo Agostino Salineri       |  |  |  |  |  |  |  |  |  |  |  |  |  |  |  |
| |                                    |  |  |  |  |  |  |  |  |  |  |  |  |  |  |  |
| |                                    |  |  |  |  |  |  |  |  |  |  |  |  |  |  |  |
| | 11. Maria Angela Salineri          |  |  |  |  |  |  |  |  |  |  |  |  |  |  |  |
| |                                    |  |  |  |  |  |  |  |  |  |  |  |  |  |  |  |
| |                                    |  |  |  |  |  |  |  |  |  |  |  |  |  |  |  |
| | 23. Franchetta Merezano            |  |  |  |  |  |  |  |  |  |  |  |  |  |  |  |
| |                                    |  |  |  |  |  |  |  |  |  |  |  |  |  |  |  |
| |                                    |  |  |  |  |  |  |  |  |  |  |  |  |  |  |  |
| | 1. José I Bonaparte, Rey de España |  |  |  |  |  |  |  |  |  |  |  |  |  |  |  |
| |                                    |  |  |  |  |  |  |  |  |  |  |  |  |  |  |  |
| |                                    |  |  |  |  |  |  |  |  |  |  |  |  |  |  |  |
| | 24. Giovanni Geronimo Ramolino     |  |  |  |  |  |  |  |  |  |  |  |  |  |  |  |
| |                                    |  |  |  |  |  |  |  |  |  |  |  |  |  |  |  |
| |                                    |  |  |  |  |  |  |  |  |  |  |  |  |  |  |  |
| | 12. Giovanni Agostino Ramolino     |  |  |  |  |  |  |  |  |  |  |  |  |  |  |  |
| |                                    |  |  |  |  |  |  |  |  |  |  |  |  |  |  |  |
| |                                    |  |  |  |  |  |  |  |  |  |  |  |  |  |  |  |
| | 25. Maria Letizia Boggiona         |  |  |  |  |  |  |  |  |  |  |  |  |  |  |  |
| |                                    |  |  |  |  |  |  |  |  |  |  |  |  |  |  |  |
| |                                    |  |  |  |  |  |  |  |  |  |  |  |  |  |  |  |
| | 6. Giovanni Geronimo Ramolino      |  |  |  |  |  |  |  |  |  |  |  |  |  |  |  |
| |                                    |  |  |  |  |  |  |  |  |  |  |  |  |  |  |  |
| |                                    |  |  |  |  |  |  |  |  |  |  |  |  |  |  |  |
| | 26. Andrea Peri                    |  |  |  |  |  |  |  |  |  |  |  |  |  |  |  |
| |                                    |  |  |  |  |  |  |  |  |  |  |  |  |  |  |  |
| |                                    |  |  |  |  |  |  |  |  |  |  |  |  |  |  |  |
| | 13. Angela Maria Peri              |  |  |  |  |  |  |  |  |  |  |  |  |  |  |  |
| |                                    |  |  |  |  |  |  |  |  |  |  |  |  |  |  |  |
| |                                    |  |  |  |  |  |  |  |  |  |  |  |  |  |  |  |
| | 27. Maria Maddalena Colonna        |  |  |  |  |  |  |  |  |  |  |  |  |  |  |  |
| |                                    |  |  |  |  |  |  |  |  |  |  |  |  |  |  |  |
| |                                    |  |  |  |  |  |  |  |  |  |  |  |  |  |  |  |
| | 3. Maria Letizia Ramolino          |  |  |  |  |  |  |  |  |  |  |  |  |  |  |  |
| |                                    |  |  |  |  |  |  |  |  |  |  |  |  |  |  |  |
| |                                    |  |  |  |  |  |  |  |  |  |  |  |  |  |  |  |
| | 28. Giovanni Antonio Pietrasanta   |  |  |  |  |  |  |  |  |  |  |  |  |  |  |  |
| |                                    |  |  |  |  |  |  |  |  |  |  |  |  |  |  |  |
| |                                    |  |  |  |  |  |  |  |  |  |  |  |  |  |  |  |
| | 14. Giuseppe Maria Pietrasanta     |  |  |  |  |  |  |  |  |  |  |  |  |  |  |  |
| |                                    |  |  |  |  |  |  |  |  |  |  |  |  |  |  |  |
| |                                    |  |  |  |  |  |  |  |  |  |  |  |  |  |  |  |
| | 29. Paola Brigida Sorba            |  |  |  |  |  |  |  |  |  |  |  |  |  |  |  |
| |                                    |  |  |  |  |  |  |  |  |  |  |  |  |  |  |  |
| |                                    |  |  |  |  |  |  |  |  |  |  |  |  |  |  |  |
| | 7. Angela Maria Pietrasanta        |  |  |  |  |  |  |  |  |  |  |  |  |  |  |  |
| |                                    |  |  |  |  |  |  |  |  |  |  |  |  |  |  |  |
| |                                    |  |  |  |  |  |  |  |  |  |  |  |  |  |  |  |
| | 30. Ignazio Malerba                |  |  |  |  |  |  |  |  |  |  |  |  |  |  |  |
| |                                    |  |  |  |  |  |  |  |  |  |  |  |  |  |  |  |
| |                                    |  |  |  |  |  |  |  |  |  |  |  |  |  |  |  |
| | 15. Maria Giuseppa Malerba         |  |  |  |  |  |  |  |  |  |  |  |  |  |  |  |
| |                                    |  |  |  |  |  |  |  |  |  |  |  |  |  |  |  |
| |                                    |  |  |  |  |  |  |  |  |  |  |  |  |  |  |  |

| Predecesor: Fernando I   | Rey de Nápoles 1806-1808                                                                       | Sucesor: Joaquín I    |
| Predecesor: Fernando VII | Rey de España (No reconocido ni por las Cortes españolas ni por las juntas indianas) 1808-1813 | Sucesor: Fernando VII |
| Predecesor: Napoleón II  | Emperador titular de los franceses 1832-1844                                                   | Sucesor: Luis I       |